# Sargodon
Sargodon è un genere di pesci ossei estinti, appartenente ai Dapediiformes. Visse nel Triassico superiore (Norico - Retico, circa 216 - 202 milioni di anni fa) e i suoi resti fossili sono stati ritrovati in Europa.

## Descrizione
Questo pesce era di medie dimensioni, e la lunghezza era solitamente compresa tra i 30 e i 100 centimetri. Il corpo era notevolmente alto e appiattito lateralmente, di forma più o meno romboidale. Le pinne dorsali e anali si originavano appena dopo l'apice e l'angolo inferiore del corpo. La testa era piccola, con orbite piccole e munita di diversi tipi di denti: anteriormente erano presenti lunghi denti incisiviformi a scalpello, mentre nella parte posteriore erano presenti, oltre ad alcuni denti appuntiti, numerosi denti molariformi emisferici. Le scaglie ricoprivano tutto il corpo ed erano di forma quadrangolare; al di sotto della linea laterale erano particolarmente alte.

## Classificazione
Il genere Sargodon venne descritto per la prima volta nel 1847 da Plieninger, che studiò resti molto parziali di questo animale provenienti dalla Germania e istituì la specie Sargodon tomicus. Altre due specie (S. cuneus, S. incisivus) vennero descritte da Henry nel 1876 sulla base di denti rinvenuti in Francia. Per molto tempo il genere Sargodon fu conosciuto esclusivamente grazie a denti isolati o a mascelle incomplete con denti; solo nel 1983 vennero descritti esemplari completi provenienti dall'Italia settentrionale e attribuiti alla specie Sargodon tomicus; altri fossili attribuibili a questa specie provengono da Inghilterra, Svizzera, Polonia, Lussemburgo e Belgio.

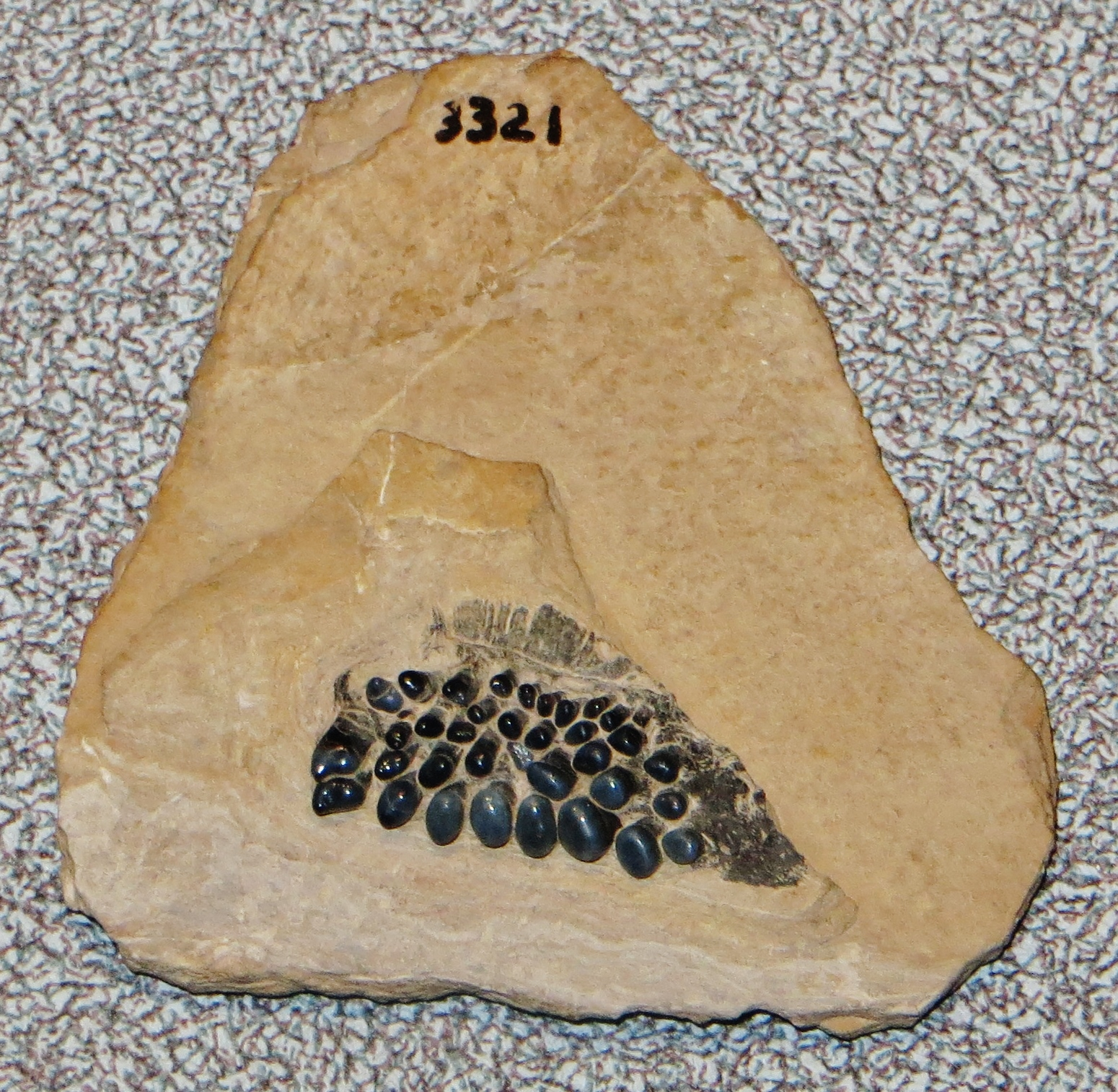
Denti di Sargodon tomicus provenienti da Cene

Sargodon è un rappresentante dei dapediiformi, un gruppo di pesci ossei tipici della prima parte del Mesozoico, dalle caratteristiche scaglie pesanti e allungate. Sargodon, in particolare, richiama per la forma del corpo i generi Dapedium e Dandya, ma numerose caratteristiche anatomiche (ad esempio la disposizione dei denti) lo rendono una forma piuttosto insolita nell'ambito del gruppo.

## Paleoecologia
Sargodon doveva essere un nuotatore piuttosto lento ma in grado di nuotare efficientemente negli stretti spazi delle scogliere del mare Tetide; i robusti denti anteriori a forma di scalpello dovevano consentirgli di staccare dalle scogliere animali dal guscio duro, che veniva poi triturato dai possenti denti posteriori emisferici.